# Agullanes
Al segle xvi rebien el nom d'agullanes els membres del bàndol que donava suport a la família gironina Agullana, en la guerra que van mantenir durant 25 anys amb el bàndol dels sarrieres a la ciutat de Girona i el seu entorn així com a les comarques empordaneses.
L'enfrontament es va declarar el 1507 amb el deseiximent de Miquel de Cartellà, senyor de la torre de Cartellà a Maçanet de la Selva, contra els seus parents: la família Camós, amb els quals ja feia temps que es disputaven unes terres violentament. Les famílies emparentades amb les dues nissagues els donaren llur suport activament i el conflicte passà a engruixir el fenomen del bandolerisme català. El punt culminant fou el 1512 quan Miquel Sarriera i de Margarit, que llavors era batlle general de Catalunya, va assassinar Baldiri Agullana i Francesc Gilabert a Barcelona. El 1529 es pactaren treves temporals però la pau real no va arribar fins al 1575 que tingué lloc un casament entre les principals famílies valedores: els Agullana i els Sarriera.
Els bàndol dels agullanes, partidaris dels Camós, estava format per: la família Agullana (senyors del castell de Cartellà a Sant Gregori), la família Xammar (senyors de Medinyà) i Francesc Gilabert de Cruïlles (baró de Llagostera i enemic declarat dels Cartellà).